# Ібісні
Ібісні (Threskiornithinae) — підродина пеліканоподібних птахів родини ібісових (Threskiornithidae).

## Опис
Належать до групи довгоногих водно-болотних птахів.
Усі представники підродини мають довгий, вигнутий вниз дзьоб, і зазвичай живляться, зондуючи мул на продукти харчування, як правило, ракоподібні. Більшість видів гніздяться на деревах, часто з косарями (Plateinae) або чаплями.

## Класифікація
Всього описано 28 сучасних і 4 вимерлі види у 13 родах.
- Рід Bostrychia — африканський ібіс
  - Bostrychia olivacea — ібіс зелений
  - Bostrychia bocagei — ібіс сан-томейський
  - Bostrychia rara — ібіс строкатошиїй
  - Bostrychia hagedash — гагедаш
  - Bostrychia carunculata — ібіс рябокрилий
- Рід Cercibis — ібіс-довгохвіст
  - Cercibis oxycerca — ібіс-довгохвіст
- Рід Eudocimus — карибський ібіс
  - Eudocimus albus — ібіс білий
  - Eudocimus ruber — ібіс червоний
- Рід Geronticus — ібіс-лисоголов
  - Geronticus eremita — ібіс-лисоголов мароканський
  - Geronticus calvus — ібіс-лисоголов південний
- Рід Lophotibis — чубатий ібіс
  - Lophotibis cristata — ібіс чубатий
- Рід Mesembrinibis — каєнський ібіс
  - Mesembrinibis cayennensis — ібіс каєнський
- Рід Nipponia — червононогий ібіс
  - Nipponia nippon — ібіс червононогий
- Рід Phimosus — чорний ібіс
  - Phimosus infuscatus  — ібіс чорний
- Рід Plegadis — коровайка
  - Plegadis falcinellus  — коровайка
  - Plegadis chihi — коровайка американська
  - Plegadis ridgwayi — коровайка тонкодзьоба
- Рід Pseudibis — південноазійський ібіс
  - Pseudibis papillosa — ібіс індійський
  - Pseudibis davisoni — ібіс білоплечий
  - Pseudibis gigantea — ібіс гігантський
- Рід Theristicus — жовтошиїй ібіс
  - Theristicus caerulescens — ібіс блакитний
  - Theristicus caudatus — ібіс білокрилий
  - Theristicus melanopis — ібіс сірокрилий
- Рід Threskiornis — ібіс
  - Threskiornis aethiopicus — ібіс священний
  - Threskiornis bernieri — ібіс мадагаскарський
  - †Threskiornis solitarius — ібіс реюньйонський
  - Threskiornis melanocephalus — ібіс сивоперий
  - Threskiornis molucca — ібіс молуцький
  - Threskiornis spinicollis — ібіс австралійський

Xenicibis xympithecus — нелітаючий птах, що мешкав на Ямайці і вимер близько 10 тис. років тому. Два види з вимерлого роду Apteribis існували в плейстоцені на Гаваях.